# Lakin (Kansas)
Lakin – miasto w Stanach Zjednoczonych, w stanie Kansas, siedziba administracyjna hrabstwa Kearny.